# Distrito rural de Preston
Preston fue un distrito rural en el condado administrativo de Lancashire (Inglaterra) entre 1894 y 1974. 
Fue constituido bajo la Ley de Gobierno Local de 1894 y llamado así por el contiguo municipio condal del mismo nombre: Preston. Estaba dividido en veinticinco parroquias: Barton, Broughton, Cuerdale, Dutton, Elston, Farington, Goosnargh, Grimsargh, Grimsargh with Brockholes, Haighton, Hothersall, Howick, Hutton, Lea, Lea Ashton Ingol and Cottam, Little Hoole, Longton, Much Hoole, Penwortham, Ribbleton, Ribchester, Samlesbury, The Holme, Whittingham y Woodplumpton.
Su superficie fue reducida a principios de los años 1930 al ceder una parte (22 acres) de Samlesbury a Blackburn, parte (1300 acres) de Broughton, Lea Ashton Ingol and Cottam y Ribbleton a Fulwood, parte (1577 acres) de estas dos últimas y de Grimsargh with Brockholes al municipio de Preston y parte (79 acres) de Cuerdale a Walton le Dale. No obstante, una parte (140 acres) de Clayton le Dale, parroquia en el distrito rural de Blackburn, y otra (156 acres) de Clifton with Salwick y Newton with Scales, ambas en Fylde, pasaron a formar parte de Preston. En 1952 fue reducido de nuevo al pasar una parte (172 acres) de Lea al municipio de Preston y otra (392 acres) de la misma parroquia en 1956.
El distrito fue abolido en 1974 bajo la Ley de Gobierno Local de 1972 y su territorio repartido entre los nuevos distritos de Preston, Ribble Valley y South Ribble.